# Hårarbete

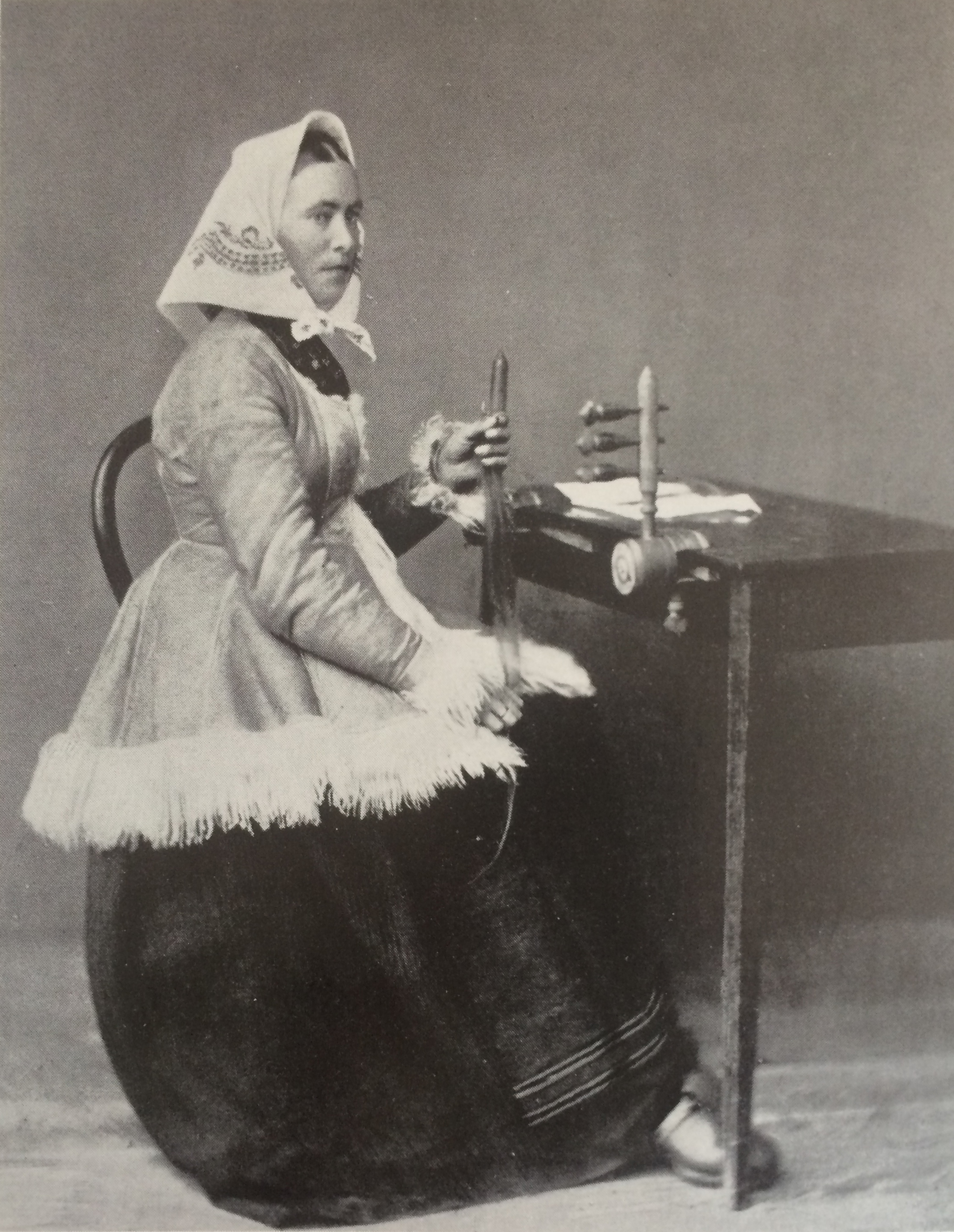
Dalkulla från Våmhus socken under arbete med hårslöjd.

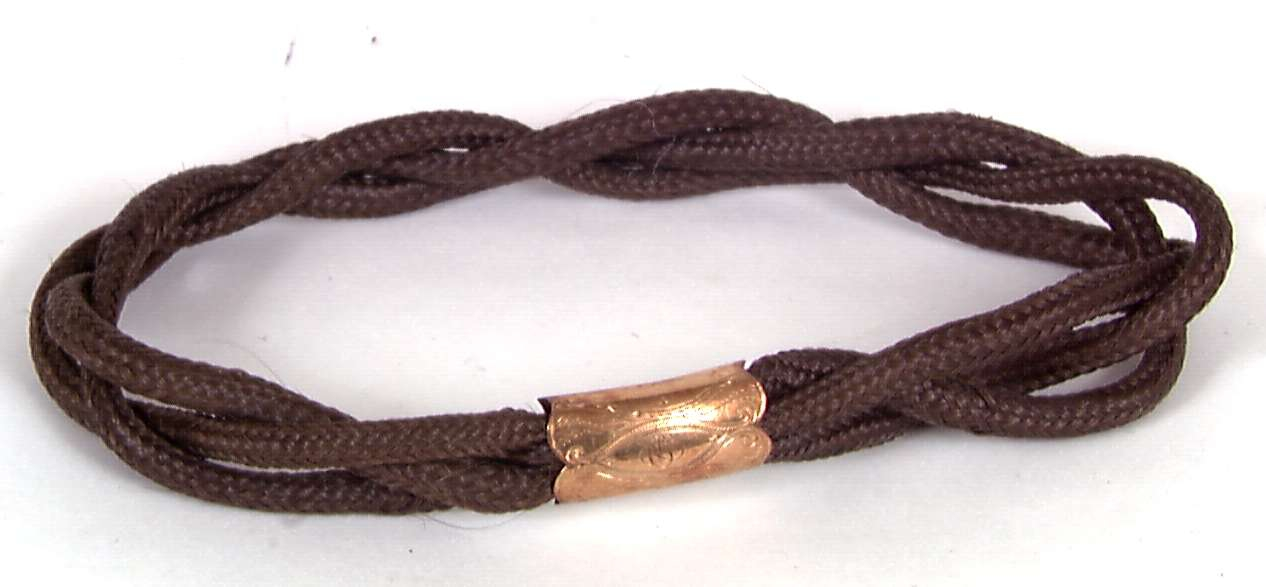
Armband i hårarbete (ur Norsk folkemuseums samlingar).

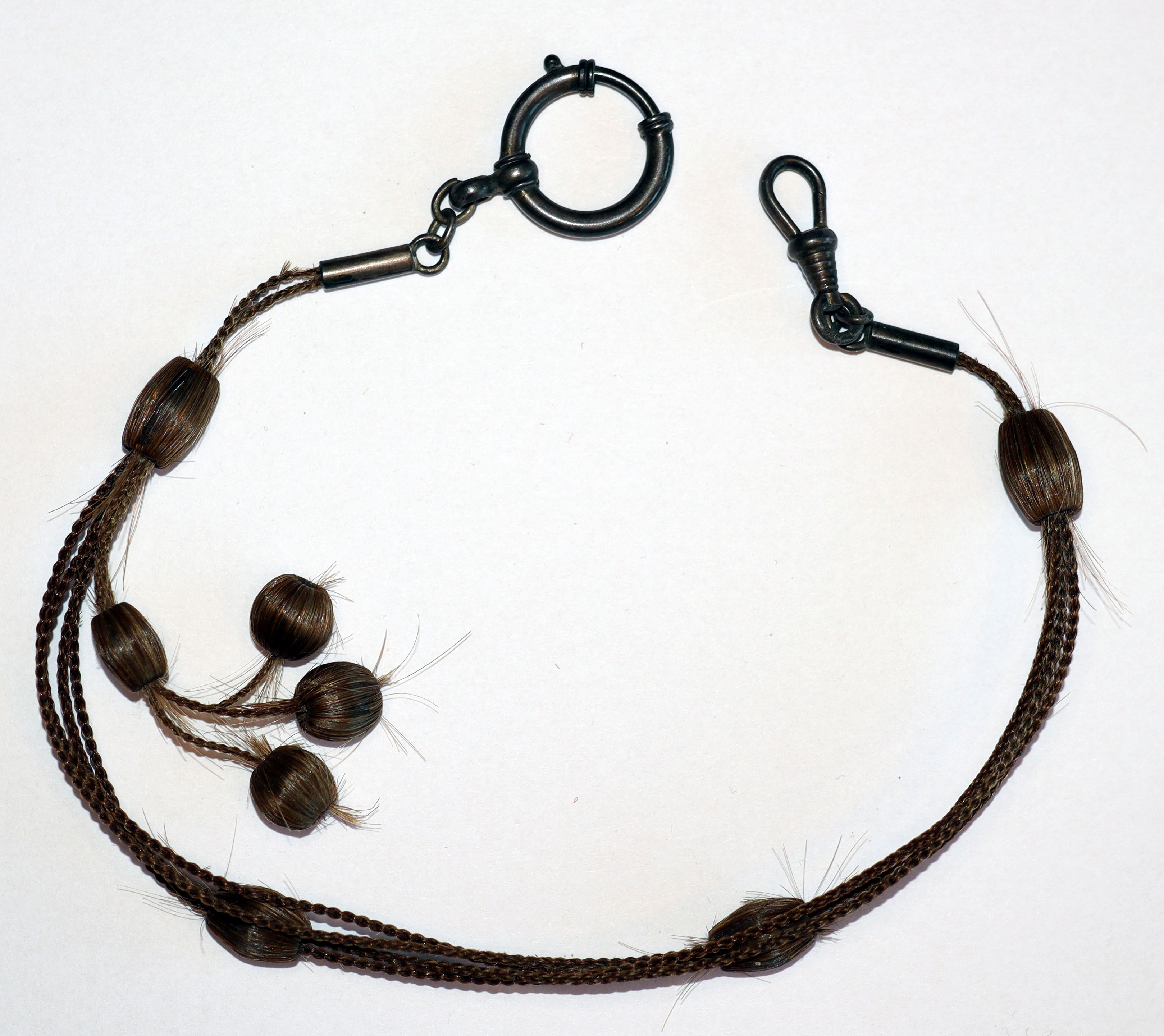
Fickurskedja av hår 1906.

Hårarbete eller smycken tillverkade av människohår var på modet under hela 1800-talet och ett par decennier in på 1900-talet. Hårarbeten minskade i samband med det korthåriga modet för kvinnor på 1920-talet.
Att hårarbetet blev populärt under mer än ett sekel har flera orsaker. Människohår har egenskaper som gör att det bevaras seklerna igenom.

## Mytologi och historia
Håret har tillmätts olika egenskaper i mytologin och sagornas värld. Bäst känd är nog den bibliska berättelsen om Simson som tillhörde en militärisk sekt, Nazariterna, som trodde att styrkan och manligheten satt i det långa håret. Hur det gick när Delila klippte hans hår i hemlighet står att läsa i Domarboken 16. Redan på 1500-talet gjordes minnessmycken av olika karaktär. I Vadstena stads tankebok 1592 står det "Armband och ringar av hår förökar kärleken". Att tanken var utbredd kan man påvisa genom ett föremål på Rosenborgs slott i Danmark, ett armband med en enkel hårflätning infattad i ett dyrbart material, en gåva från kung Kristian IV (1577–1648) till hans drottning. Under 1600-talet gjordes till exempel en del hårsmycken, minnesringar efter den avrättade kungen Karl I av England. Under häxprocesserna i Sverige under 1600-talet rakades håret av på de misstänkta häxorna för att minska deras krafter. 

## Varför man började tillverka smycken
En trolig bidragande faktor till hårsmyckena var att allongeperuken som användes av de högre stånden under 1700-talet hade blivit omodern och många perukmakare (hårarbetare) blev arbetslösa. Med den spirande romantiken och dess sentimentalitet gav hårarbetet dessa kunniga hårkonstnärer tillfälle till nya inkomster. Med början bland de högre stånden och i samarbete med guldsmeder tillverkades många vackra smycken av hår, med guldbeslag och pärlor. Dessa betingade ett högt pris. Bland de många berömdheter som ägde och omhuldade hårsmycken kan nämnas Napoleon I, Horatio Nelson, drottning Viktoria och hennes stora familj, samt Kristina Nilsson, Jenny Lind, med flera. Hårsmycken var som allra mest populära under 1800-talets mitt.
Runt om i Europa öppnades ateljéer där dessa hårsmycken tillverkades. Håruppköpare reste runt på landsbygden och köpte hår av fattiga kvinnor eller deras barn, eller lurade kvinnor att låta klippa sig för några vackra småsaker: band, huvudduk eller annat. Det fanns behov av mängder av hår för lösflätor och annat som kvinnorna ville köpa till håruppsättningar även om de flesta smycken tillverkades av en viss persons eller en kär anhörigs hår.

## Hårkullor
I byarna i Mora socken var bondebefolkningen beroende av säsongsarbete eller hantverk som kunde säljas på marknader för att klara försörjningen då gårdarna var små och fattiga. Det är osäkert hur det gick till, men kvinnorna i Våmhus socken lärde sig att göra hårarbete. Det var annars en välbevarad hemlighet bland yrkeskåren. Kanske de fick tips av en håruppköpare eller annan resenär, för år 1824 var det 16 unga kvinnor från Våmhus som for till främst Ryssland och Finland på arbetsresa. Allmogen fick inte vara borta på arbete mer än 6 månader i taget, så året därpå är det så många som 20 unga som reser till olika orter som var Ryssland och sedan kom Finland, och året därpå cirka 25 personer som upprepade samma sorts resor. Det stod inte i protokollen att de skulle arbeta med hårsmyckesframställning men några år senare var det vad många kvinnor i Våmhus och även i Bonäs gjorde. 
På strapatsrika färder reste de runtom i östra Europa. Många av dem blev mycket skickliga och lyckades bra även ekonomiskt. Den kanske mest välkända hårkullan, Martis Karin Ersdotter, blev leverantör till drottning Viktoria av Storbritannien. För andra kanske det var en engångsföreteelse. Då de flesta reste ut första gången i unga år, hände det ofta att de träffade trevliga unga män på resan och de gifte sig borta i främmande land. Ofta hände det att de födde barn som sedan följde med tillbaks till Sverige. Detta skedde framför allt under de perioder som de befann sig i Ryssland. Detta utgjorde i sin tur att det finns kopplingar till Ryssland för de släkter som härstammar från hårkullorna. Andra hade kanske rest ut på hårarbetet för att tjäna ihop till sitt kommande giftermål och bosättning hemma i Våmhus. När tiderna blev kärva kunde de åter ge sig ut på hårarbetsresa för att komma över den svåra tiden. Dessa modiga unga kvinnor bidrog till att sprida hårkonsten bland olika samhällsklasser. De hade inte råd att köpa dyrbara fästen och beslag, utan de monterade sina arbeten med träpärlor som de konstfullt klädde in med håret.

## Traditionen hålls vid liv
Moden skiftar och så blev det till sist inte lönsamt att resa till utlandet. Ännu under ett par decennier av 1900-talet kunde det finnas ett 20-tal hårkullor i Stockholm, Göteborg eller Kristiania. Så småningom var de åldrande kvinnorna bara hemmavid. Ännu på 1950-talet kunde det komma bruna kuvert med beställningar, för det var allmänt känt att hårkullorna hade sitt säte i Våmhus. 
Hantverket hade försvunnit överallt utom i Våmhus och hembygdsföreningen tog initiativ till kurser i hårarbete. Nya generationer fick lära sig konsten. Det är den enda platsen i världen där hårarbeten har producerats i nästan 200 år utan avbrott, och de äldre lär upp nya generationer av hårkonstnärer.
År 1994 grundades Hårkullornas förening av de mest aktiva hårkullorna. I föreningens regi har det gjorts många utställningar, projekt och visningar. Sommaren igenom är det dagliga visningar av hantverket på Våmhus Gammelgård och hårkullorna kan kontaktas för att göra visningar eller hålla föredrag om hantverkets historia eller för att tillverka smycken.